# Hrvati u Ukrajini
Hrvati u Ukrajini broje nekoliko tisuća ljudi, ali se dio njih izjašnjava u etničkom smislu Ukrajincima. Prema tumačenju ukrajinskih povjesničara u Ukrajini danas žive dvije struje Hrvata. Jedni su potomci Bijelih Hrvata koji su prema stručnim istraživanjima autohtoni narod u Ukrajini. Ista grupa Hrvata nije iselila prema Jadranu nakon velikog ugarskog u 9., i zatim mongolskog prodora u 13. stoljeću. Većina tih Hrvata sebe smatra Ukrajincima i tumače da je riječ o etnonimima istog naroda. Jedan od njih je i poznati ukrajinski pisac Dmytro Pavlyčko, inače česti gost u Hrvatskoj. Druga manja struja Hrvata u Ukrajini naselila se dolaskom Turaka na prostore Jugoistočne Europe. Ti su Hrvati porijeklom s južnijih hrvatskih prostora, uglavnom s prostora Dalmacije i susjedne Hercegovine.

## Kulturne veze Hrvata i Ukrajinaca
Tragovi Hrvata pronalaze se u po cijeloj Ukrajini, posebno u zapadnom dijelu zemlje. Iz tih i sličnih razloga Ukrajina sadrži mnoge informacije koje su nezaobilazne u tumačenju etnogeneze Hrvata. U znanosti je vrlo važan aspekt noviteta, a ova je istraživačka staza posve neistražena. Posebno su učestale i znakovite informacije iz staroslavenske mitologije koje povezuju današnji ukrajinski i hrvatski prostor. Budući da se etnologija nije usmjerila na istraživanje tog predkršćanskog perioda, riječ je o novim otkrićima. Ona otkrivaju stare i trajne veze između Ukrajine, zemlje stepskih konjanika ratnika i plodnih polja i područja koja su naselile slavenske zajednice na istočnoj obali Jadrana. U Hrvatskoj ovu temu posebno istražuje povjesničar umjetnosti i stručnjak za ukrajinsku povijest Jevgenij Paščenko.
Prema radu velikog jezikoslovca Romana Jakobsona, Paščenko je uočio kako je ratnička elita, socijalna okosnica arhaičnih društava davala iste nazive toponimima na području današnje Ukrajine kao i Hrvatske. Toponimi su tada nosili ideologijske informacije. Tadašnji su ljudi na svojim seobama mitologizirali geografiju, pa su srodni toponimi predkršćanskog razdoblja nazivani po Perunu, bogu gromovniku, Velesu, bogu zemlje i vode te po ostalim božanstvima, zatim tu je toponim »Sveto brdo« i drugi slični toponimi koje nalazimo u Ukrajini i Hrvatskoj.
Zajednički su i učestali iranski toponimi, što kod ukrajinskih istraživača nije predmet čuđenja budući su »Dnjepar« i »Don« iranski hidronimi. Postoje i druge sličnosti poput onih između Poljičkog statuta i zakona iz Rus'ke pravde, zatim zajedničke institucije didića, ratničkih tradicija, geneze glagoljice za koju neki istraživači tvrde kako ju je Ćiril stvorio prema postojećem modelu iz sarmatskih simbola, novčanim jedinicama kuni i grivnji izvedenim iz načina plaćanja o kojima postoje svjedočanstva i u ukrajinskim i hrvatskim dokumentima. Posebno zanimanje povjesničara predastavljaju srednjovjekovne nastambe Bijelih Hrvata u okolici grada Ljviva te Ikavski govor kao specifično obilježje karakteristično za Hrvate i Ukrajince.

## Kultura
- Dani hrvatske kulture u Lvivu[3]

## Vanjske poveznice
- Prikaz knjige: "Od Kijeva do Poljica. Tragom prastarih migracija", Hrvatsko-ukrajinsko društvo, 2010.  Arhivirana inačica izvorne stranice od 9. listopada 2013. (Wayback Machine)
- Predstavljena knjiga “Od Kijeva do Poljica – tragom prastarih migracija” Jevgenija Paščenka
- U Poljica ih stiglo 320 Limića iz Ukrajine